# Libchyně
Libchyně (deutsch Libchin, auch Lipchin) ist eine Gemeinde im Okres Náchod in Tschechien. Sie liegt vier Kilometer nordöstlich von Nové Město nad Metují (Neustadt an der Mettau).

## Geographie

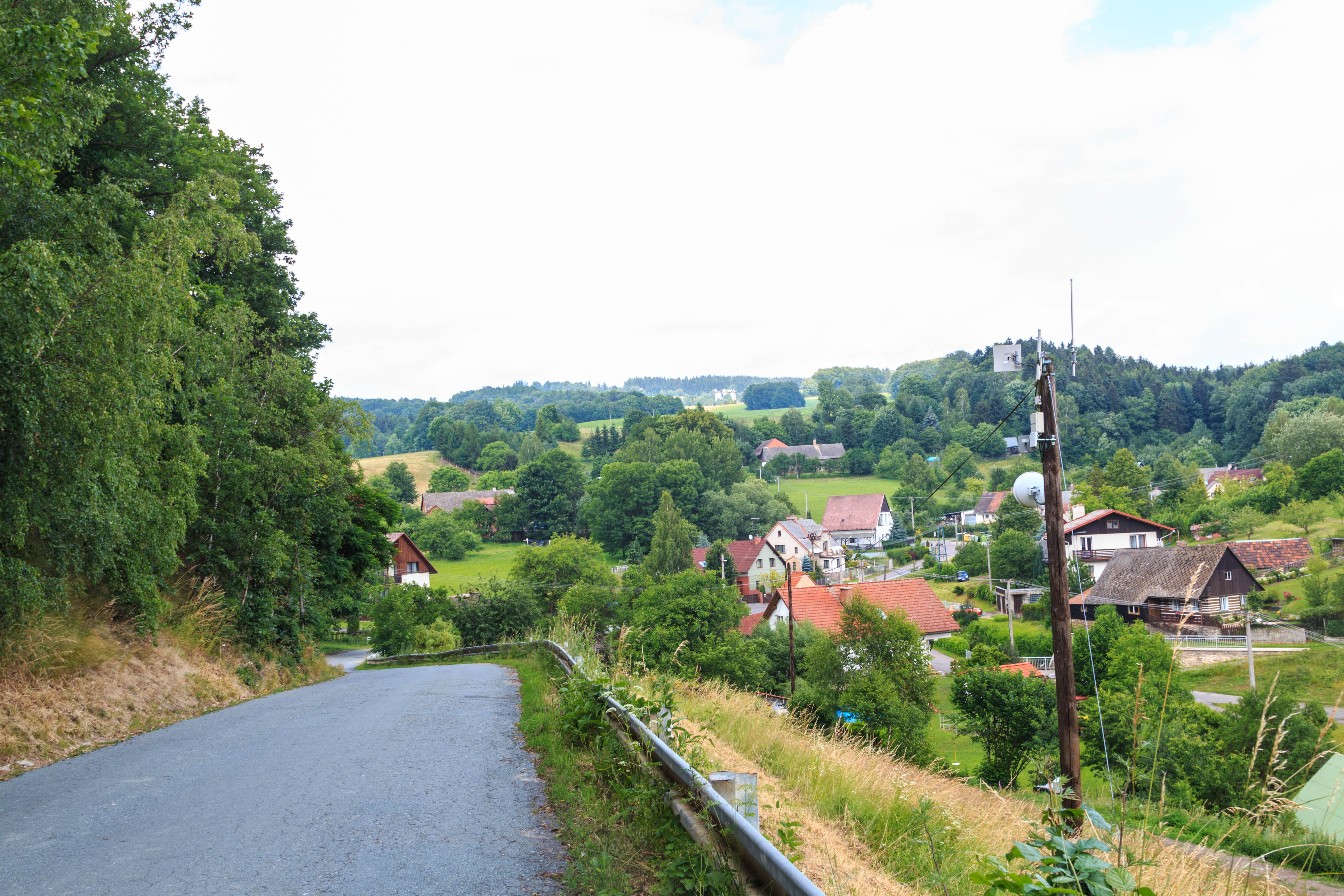
Libchyně

Libchyně liegt im Tal des Libchyňský potok (Libchiner Bach), der bei Nové Město nad Metují als linker Nebenfluss in die Metuje (Mettau) fließt. Nachbarorte sind Sendraž im Norden, Mezilesi und Nový Hrádek im Nordosten, Slavoňov im Südosten und Jestřebí im Nordosten. Zwei Kilometer nordwestlich von Libchyně befindet sich das „Naturschutzgebiet Peklo“ (Přírodní rezervace Peklo u Nového Města nad Metují).

## Geschichte
Erstmals schriftlich erwähnt wurde Libchyně im Jahr 1459. Damals gehörte es zur Burgherrschaft Krčín, die 1484 an Jan Černčický von Kácov gelangte. Er schenkte 1503 Libchyně der von ihm 1501 gegründeten Stadt Nové Město nad Metují, der er nachfolgend die Rechte und königlichen Privilegien von Krčín übertragen hatte. Trotz mehrfacher Besitzerwechsel blieb Libchyně bis zur Aufhebung der Patrimonialherrschaften 1848 der Stadt Neustadt an der Mettau untertan. Pfarrort war Slavoňov.
Bei der Gebietsreform von 1960 erfolgte zusammen mit Jestřebí die Eingemeindung in die Gemeinde Sendraž. Seit 1990 ist Libchyně wieder eine selbstständige Gemeinde.
1830 wurden 221 Einwohner gezählt, 1940 waren es 227. Gegenwärtig wird ein Großteil der Unterkünfte als Ferienwohnungen genutzt.

## Gemeindegliederung
Für die Gemeinde Libchyně sind keine Ortsteile ausgewiesen.

## Sehenswürdigkeiten
- Kapelle